# Педран (футболіст, 1997)
Педро Енріке де Олівейра Коррея (порт. Pedrão (footballer, born 1997)), відоміший під коротшим прізвиськом Педран (порт. Pedrão, нар. 3 травня 1997, Сан-Паулу) — бразильський футболіст, захисник ізраїльського клубу «Маккабі» (Хайфа). Виступав також за низку бразильських і закордонних клубів.

## Ігрова кар'єра
Педро Енріке народився 1997 року в місті Сан-Паулу, та є вихованцем футбольної школи клубу «Агуа Санта». У 2016 році Педран розпочав грати в основній команді клубу, в якій грав до 2017 року. у 2017 році футболіст перейшов до клубу «Палмейрас», у якому грав до кінця 2018 року, після чого на початку 2019 року керівництво клубу віддало гравця в оренду до клубу"Америка Мінейру", а на початку 2020 року в оренду до клубу «Атлетіку Паранаенсе».
У середині 2020 року Педран на правах оренди перейшов до португальського клубу «Насіунал», а в 2021 році бразильський захисник став гравцем іншого португальського клубу «Портімоненсі», в якому грав до 2024 року. У 2024 році Педран перейшов до складу ізраїльського клубу «Маккабі» (Хайфа).